# I Am... Tour
I Am... World Tour (Yo Soy... Gira Mundial) fue la tercera gira mundial en solitario de la cantante estadounidense Beyoncé, promocionando su tercer disco de estudio titulado I Am... Sasha Fierce. La gira pasó por América, Europa, Japón, Australia, África y Asia y fue anunciado en el 2008 y se realizó durante el 2009 y 2010 con algunos artistas invitados como Jay-Z y Kanye West. El «Yo Soy... Gira Mundial» se llevó a cabo por etapas en el escenario y en una segunda tarima entre la multitud en la que llega volando sujetada en un arnés, también contó con un vestuario diseñado por Thierry Mugler con un estilo futurista y salvaje. En el 2009, la gira fue nominada para el «Premio a la Elección Fanáticos de los Eventos» en los Premios Billboard. La gira recaudó un total de $119,5 millones con ciento ocho presentaciones.
Después de la gira, Beyoncé lanzó un DVD con un material de ciento ocho conciertos que tuvieron lugar en varias ciudades de treinta y dos países a los que fue titulado I Am... World Tour. El espectáculo es una combinación de clips de la gira, así como momentos personales y tras bambalinas, fue lanzado el 25 de noviembre de 2010.
ente a fines de abril de 2009, en el Arena Zagreb, en Croacia. Casi ocho meses después de abandonar I Am ... Sasha Fierce, Knowles trajo la gira de promoción del álbum en América del Norte y las entradas anticipadas para los miembros del club de fanes de Knowles estaban disponibles el 20 de abril de 2009 y generales de venta al público comenzó el 25 de abril de 2009. Las seis semanas "I Am... Tour" comenzaron el 21 de junio con un show en el Madison Square Garden de Nueva York y un momento de descanso en una residencia de cuatro noches en Encore en el Wynn Las Vegas 30 de julio de 2009, al 2 de agosto de 2009.
En una entrevista con The Associated Press, Knowles dijo que una de las partes más difíciles de la gira fue apretar "una década de éxitos en un espectáculo de dos horas" y la realización de las canciones en elaborados trajes del diseñador Thierry Mugler. Explicó: "Yo nunca voy a subir al escenario o hacer un video y no trabajar hasta que mis pies están ampollados, y hasta que esté en el fondo, no puedo caminar más de lo que siempre doy, y lo hago porque lo sé. la suerte que tengo, para hacer mi trabajo." También prometió que la gira será más "emocional" que su salida 2007 debido a la naturaleza de I Am..; un álbum doble. Ella explicó: "Esa parte será mucho más real y cruda y más sensible, la mejor parte de este tour es que estoy trabajando con Thierry Mugler, un icono y una leyenda, y yo he sido una gran fan.". Asimismo, expresó su frustración de que fragmentos de la serie del tour habrían de aparecer de forma continua, arruinando algunas de las sorpresas de la experiencia de un concierto y, posiblemente, convencer a algunos fanes de no asistir.
Continuó diciendo: "Es muy bueno porque la gente puede obtener un adelanto poco y decir, 'Oh, quiero venir a la exposición,' o, 'No quiero ir a ese espectáculo,' (risas)", y que los fanes y las personas vallan y comprueben por sí mismos. y pongo tanto de mi corazón y el tiempo en el vestuario... es una especie de pena que la gente pueda ver los meses de ensayo antes de entrar a la ciudad, pero así es la vida."
A finales de mayo de 2009, la etiqueta de Knowles anunció a través de un comunicado de prensa que el cantante decidió destinar 2.000 plazas para cada fecha en su próxima gira por Estados Unidos a un precio de descuento de $ 20. Después ya la venta de 1.000 entradas por espectáculo por el bajo precio especial, los últimos 1.000 asientos con descuentos para cada espectáculo se pondrán a disposición del público el 29 de mayo de 2009, 2.009 a través de Ticketmaster (con la excepción de cuatro noches de residencia del artista en el Encore en Wynn Las Vegas) [11] Debido a la demanda fenomenal, Sony Music anuncio las fechas adicionales en Inglaterra, Asia y América del Sur [10] En mayo de 2009, el sitio web oficial Knowles fue salpicado con peticiones por los partidarios decepcionados - de Boston,.. Anchorage, Alaska, Tampa, Florida, San Luis y Montreal - que pidió que viniera a sus pueblos.

### Diseños
El diseñador francés, Thierry Mugler sirvió como el principal diseñador de vestuario para la gira. Beyonce se sintió atraída por su trabajo en el Museo Metropolitano de Arte", de Superhéroes, "Fashion and Fantasy" 2008, donde varios de sus diseños estaban en exhibición. Llevó a cabo un armario de 72 piezas para Knowles, sus bailarines y la banda para la gira. Se anunció que la entrada Mugler se extenderá a un papel de asesor más creativo, ya que contribuirá al diseño de todo el espectáculo, desde la iluminación hasta la coreografía.
Mugler quería capturar la "dualidad entre ser una mujer y una guerrera" y "entender estos dos lados con su propia percepción de ambos aspectos", mientras que en la creación de los trajes de Knowles se usaron las palabras "Femenino, Libre, Guerrero y Feroz" como fuente de inspiración. Se sentía "Sasha Fierce el otro aspecto de la personalidad de Beyoncé, feroz en el escenario y Beyoncé en la vida real", diciendo: "Beyoncé es un muy sofisticada un " animal escénico ", lo que significa que es realmente instintiva. Beyoncé se expresa a través de los dos aspectos de su personalidad. Sobre el escenario, esta Sasha Fierce de Beyoncé pero no en su verdadero ser".
Varios de los trajes, tanto en la puesta en escena y los interludios de vídeo incluyen algunas piezas de alta costura de Mugler, así como los nuevos diseños específicamente para la joven diva. Como asesor creativo, Mugler declaró: "Era mi responsabilidad que la visión de Beyoncé se haga realidad. Habrá un montón de dramatizaciones y la metamorfosis en el escenario. Algunos efectos muy fuertes han sido inspirados directamente por Beyoncé, y sólo ella hace podría hacer que eso ocurra en el escenario. También fue el AD (asistente de dirección) para el video Robot hecho especialmente para el espectáculo. También me dio entrada para varios aspectos visuales y creativos". y quería enviar el mensaje de que el sentido de la "mise-en-scène y el uso de todo lo que obtenemos, como la tecnología, las luces, los decorados y el vestuario para sublimar las emociones y la energía que compartimos y queremos compartir con los demás."

### Obras de caridad

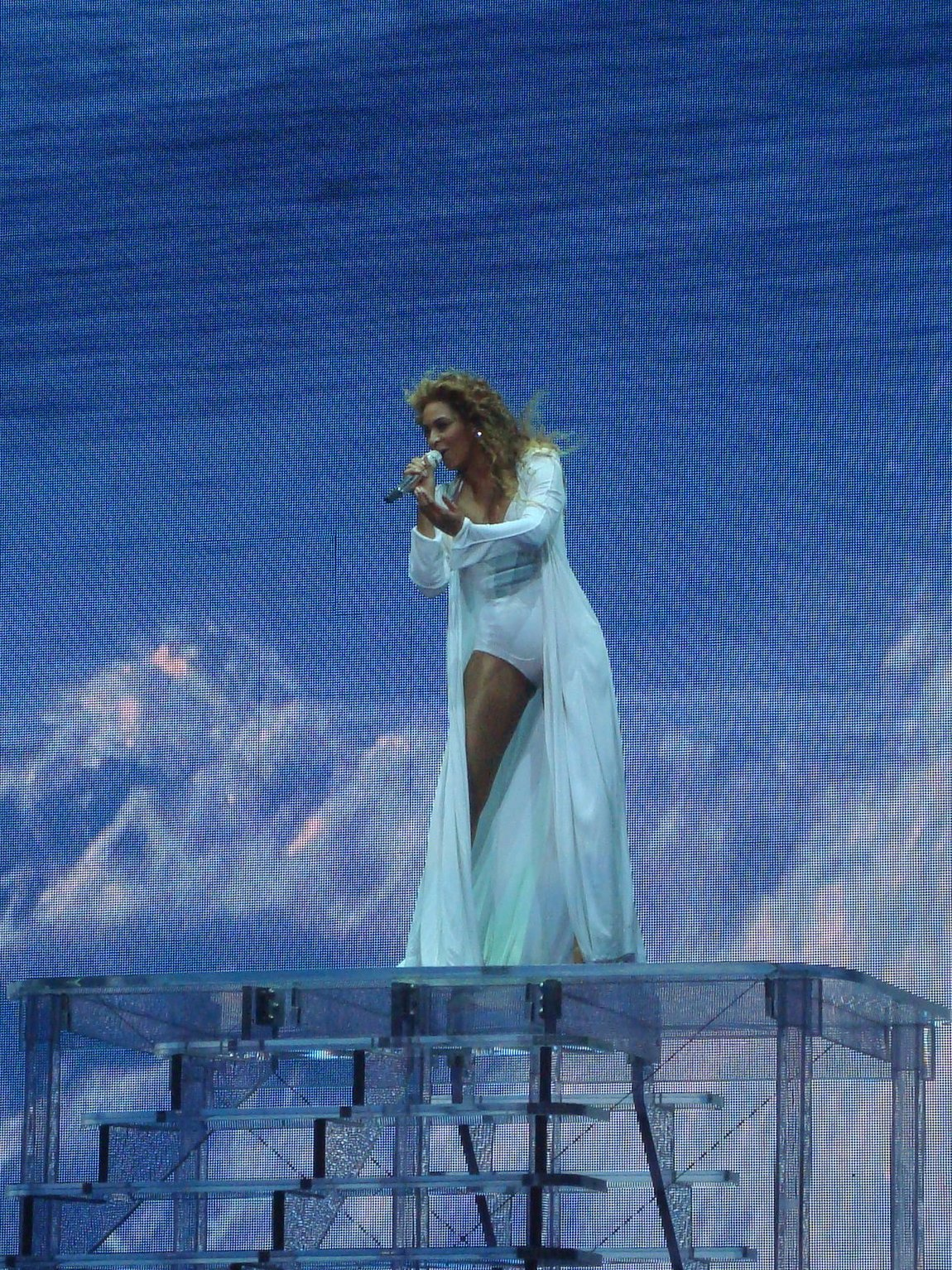
Durante todo el tour por Sudamérica, Beyonce reemplazó las escaleras eléctricas por unas de plegax transparente, ese mismo año, Brasil rompió el récord en ventas y asistencia del I am... tour. (Beyonce durante su concierto en Brasil).

Beyonce y su organización, "La Fundación Survivor", se convirtió en el portavoz de la campaña de General Mills 'Hamburger Helper, titulado "Show Your Helping Hand". La misión de la campaña es brindar a más de 3,5 millones de alimentos a bancos de alimentos locales en América del Norte. Knowles anima al espectador a traer alimentos no perecederos para sus conciertos en América del Norte para ser donados a la campaña. Según el sitio web oficial de la campaña, cerca de tres millones de alimentos y más de $50.000 en otros países fueron donados.

### Sasha fierce
En 2006, Beyonce se sentó con MTV News para hablar de su personaje y su etapa más agresiva, Sasha Fierce. Ella dijo: "Me pongo totalmente asustada cada vez que me subo al escenario", dijo. "Me pongo nerviosa. Estoy realmente muy asustada, entonces no soy la persona que la gente está acostumbrada a ver." Añadió que en la vida real, no se parecía en nada a esa chica que la gente ve en sus videos y presentaciones: ". Estoy realmente más tranquila, reservada y hablo cuando se termina la entrevista y durante los cortes", explicó, "Cuando estoy en el escenario, soy agresiva, soy fuerte y soy valiente así que no soy quien realmente soy en la vida real"

### Récord y Gran Ceremonia en Ucrania

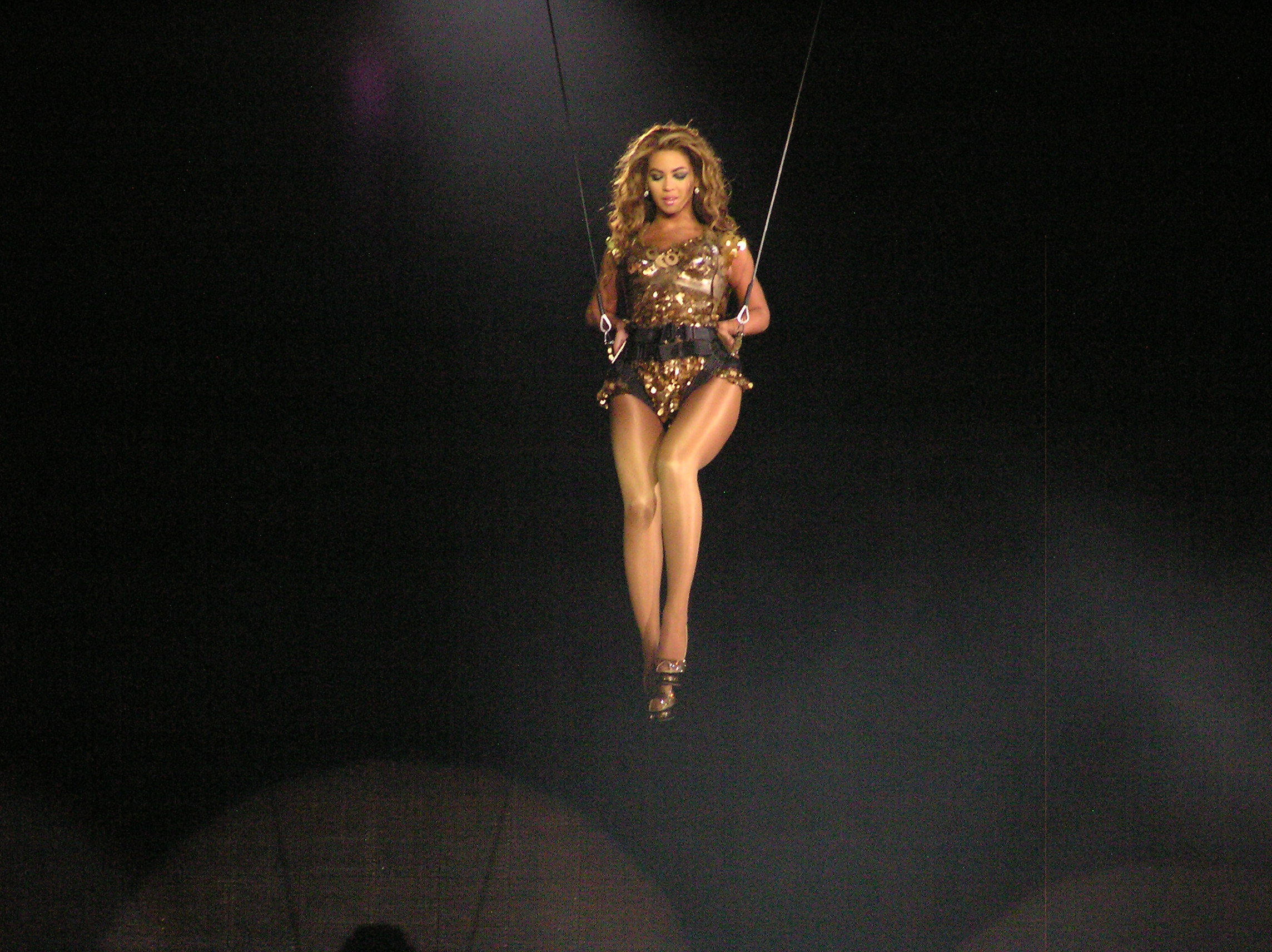
Durante todo el tour excepto en Sudamérica, Beyonce es sujetada por un arnés y vuela sobre la multitud interpretando baby boy hasta llegar a otra tarima en medio del estadio.

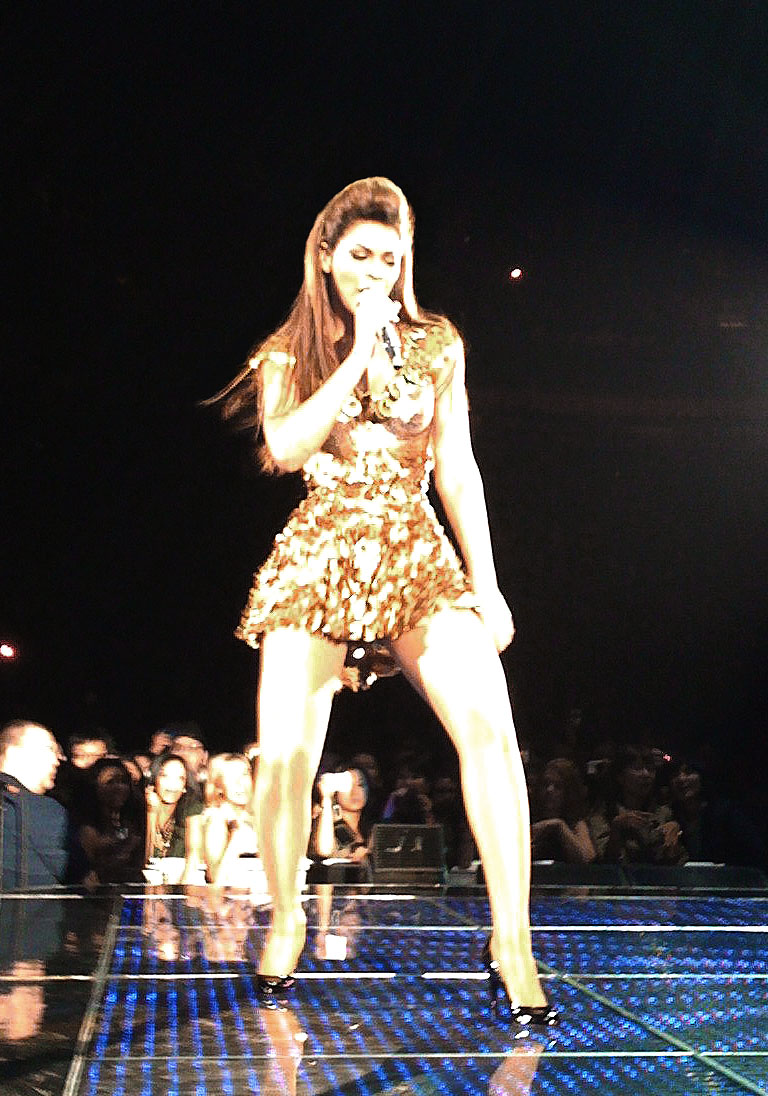
beyonce interpretando check on it en Vancouver.

Knowles rompió el récord de asistentes al concierto en el estadio Morumbi en Sao Paulo, Brasil por vender, con más de 60.000 entradas vendidas y el espectáculo recaudó más de $4,2 millones, lo que prolongó las presentaciones en Brasil.
Como la gran inauguración de nuevo estadio deportivo de Donetsk, el Donbass Arena, fue anunciado por los organizadores locales que Knowles realiza su presentación allí como parte de su gira. La ceremonia implicó una producción de danza dedicada a los mineros de Ucrania, una serie de artistas Natal'ya Mogiljovskaja, Svetlana Loboda, Vinnitskaya Aliona y más tarde de Queen "We Will Rock You". Después, un discurso de Victor Yushchenko, Presidente de Ucrania siguió al concierto. Knowles recibió una audiencia de casi 45.000 personas.

### Controversia sobre la gira de conciertos en Malasia
En septiembre de 2009, fue anunciado por The Associated Press que Knowles sería llevar su espectáculo a la mayor ciudad de Malasia, Kuala Lumpur, el 25 de octubre de 2009, pero que sería sin algunos de sus trucos habituales. Después de encontrar lo que se convirtió en la oposición familiar de los grupos religiosos en un país predominantemente musulmán, la cantante accedió a bajar el tono de algunas partes de su acto. Un portavoz del Partido Islámico Pan-Malasio declaró: "Estamos en contra de Occidente actuaciones sexy, no creemos que nuestra gente necesita eso". Sin embargo, un representante de pronto llegó desde Malasia organizador del concierto, afirmando que "todas las partes han llegado a un acuerdo amistoso" sobre el rendimiento. Continuó diciendo que Knowles debe ser considerado como un "modelo" y una "personificación de éxito" por su labor filantrópica, incluidas las campañas contra la pobreza y la violencia doméstica. Hace dos años, Knowles estuvo a punto de hacer un show en Malasia, pero se retiró debido a protestas similares en relación con el desempeño de la cantante. Otros artistas, como Rihanna, Gwen Stefani y Avril Lavigne, había rebajado sus programas para las fechas de Malasia en los últimos años.
El representante de Marctensia mayor dijo a la AP: "Estamos seguros de que el concierto de Beyoncé de una vez por todas silenciará las críticas internacionales y pondrá a Malasia otra vez en camino en lo que respecta a las presentaciones de los mejores conciertos pop internacionales en esta región y también estimulará el turismo". Sin embargo, se anunció finalmente en octubre de 2009 que el concierto ha sido pospuesto a raíz de las acusaciones de los conservadores islámicos de que el show sería "inmoral". Marctensia promotor de Malasia, dijo en un comunicado: "El espectáculo ha sido pospuesto para una fecha futura que será anunciado en breve El aplazamiento es el único (la) decisión de la artista y no tiene nada que con otras razones externas.." Otro representante se negó a comentar sobre si el show se pospuso debido a las fuertes críticas que estaba recibiendo de los líderes religiosos en el país.

## Sinopsis
en el escenario ocurren dramatizaciones y algunos efectos muy fuertes inspirados directamente por Beyoncé, en el escenario sólo ella podría hacer todo esto", dijo el proveedor líder de vestuario y un asesor creativo de Thierry Mugler. El escenario principal es una etapa sencilla, con un pop-up de un conjunto de escaleras, un gran pantalla LED de fondo y bandas de vidrio para la banda Suga mama y sus coristas "The Mamas". También hay una etapa más pequeña (La Etapa-B) una tarima en medio de la multitud donde Knowles llega más tarde.
El espectáculo comienza con la silueta de Knowles que aparece en el centro del escenario principal cantando la primera estrofa de Déjà Vu, rápidamente el escenario principal se inunda de luz revelando a Knowles donde interpreta Crazy in Love. Usando un vestuario de taches brillantes con un moño atrás, se lleva a cabo Naughty Girl Freakum Dress y Get Me Bodied. Más tarde Knowles surge la cima de las escaleras con un leotardo y una capa larga blancos interpretando Smash Into You mientras se muestra de fondo el océano y las olas de mar. Más tarde, interpreta Ave María, con un vestido de novia y una adición de "Angel" de Sarah McLachlan's y Franz Schuberts. Continúa con Broken-Hearted Girl. Al final de la canción, Knowles aparece interpretando If I Were a Boy usando un vestuario negro y gafas. incluye algunos elementos de Alanis Morissette's You Oughta Know y Tupac Shakur's California Love.
Más tarde aparece un video dirigido por Melina Matsoukas donde Beyonce usa un traje de robot y partes de Leopardo con la canción Sweet Dreams de fondo. Esta es una breve introducción antes de Knowles lleve a cabo Diva, En donde Beyoncé aparece en la cima de las escaleras usando un leotardo futurista, una capa negra y una correa brillante con sus bailarines detrás de ella usando trajes de látex dorados mientras canta aparecen en la pantalla recortes del vídeo Diva.
Después de diva aparece un vídeo que muestra a Knowles cantando y bailando a la edad de 5 años. Beyoncé canta a continuación, Radio y Me, Myself and I. más tarde con un vestuario negro con hombros dorados interpreta Ego y Hello.
El espectáculo continúa con un medley corto realizado por sus coristas, The Mamas, seguido por otro interludio de vídeo donde Beyoncé y Sasha Fierce juegan Cara o cruz con una moneda y gana Sasha.
Knowles a continuación Varias de sus bailarinas realizan un espectáculo de luz y baile y entre la luz y los tambores, aparece Beyonce por encima del escenario usando un vestuario con falda dorados. Se envuelve en un arnés y es llevada hacia arriba y sobre la audiencia simulando caminar sobre la gente e interpreta Baby Boy, hasta llegar a la Etapa-B en la que termina Baby Boy hace un número con un extracto de Dawn Penn's "dont love me (No, No, No)" y luego sigue con Irreplaceable, Check on It y algunas canciones de Destiny's Child. A continuación, realiza Upgrade U y Video Phone. Esto es seguido por una versión de Say My Name, donde interactúa con un miembro de la audiencia y le pide a esa persona cual es su nombre, en algunas ocasiones les regalaba una toalla. A medida que la canción termina corre a través de la audiencia al escenario principal. Sus bailarines bailan con algunas partes de canciones de Destiny 's Child, como Beautiful Liar.
En la penúltima sección, Knowles aparece en el medio del escenario con un vestido largo brillante mientras se ven tres siluetas suyas detrás al igual que The Beyoncé Experience mientras canta At Last, Listen y en algunos lugares Scared of Lonely. Luego aparecen vídeos de Youtube donde las personas suben sus vídeos haciendo la coreografía de Single Ladies. Beyoncé canta a continuación, Single Ladies con un leotardo negro y plateado y con un interludio que contiene extractos de Isley Brothers "Shout", Para el final, se lleva a cabo Halo. Luego va a la parte superior de sus escaleras y en repetidas ocasiones dice «yo soy», a la espera de la multitud para decir de nuevo, entonces ella dice "yo soy... suya" y sale del escenario.

## Emisiones y grabaciones
- El espectáculo de Las Vegas el 2 de agosto de 2009 fue grabado y lanzado como I Am... Yours: An Intimate Performance at Wynn Las Vegas.
- Partes del show en Vancouver el 31 de marzo de 2009, fueron registrados y se han utilizado para uso comercial, así como fotos de la serie utilizados en el libro oficial del tour y otros artículos promocionales.
- "Crazy In Love" fue grabado profesionalmente en Madrid, España y la difusión de noticias en español.
- Dos canciones del show en Nueva Orleans, "If I Were A Boy" y "Single Ladies," se registraron y se muestra en TV One como parte del Festival de Música Essence.
- Un CD y DVD, lanzado el 15 de junio de 2010, cuenta con su interpretación de "Single Ladies."
- Cinco canciones del espectáculo en Donetsk, Ucrania, "Crazy In Love", "Freakum Dress", "Get Me Bodied", "Smash Into You" y "Broken-Hearted Girl", fue grabado profesionalmente y se muestra en TRK Ukraina, como parte de sus imágenes de la apertura Arena Donbass.

- "Crazy In Love" fue grabado profesionalmente en el O2 Arena de Praga, República Checa para el sitio web de noticias checa tn.cz y está disponible para streaming.
- "Crazy In Love" y "Single Ladies" se registraron profesionalmente en el Festival Summer Sonic en Osaka, Japón, y se utiliza para promover la visita de Knowles japonés.
- "Crazy In Love" y "Naughty Girl" fueron grabados profesionalmente en el año 2009 Singapore Grand Prix de F1 caso de las rocas en Singapur para el canal HD 5 La cobertura en vivo.
- "Crazy In Love", "Naughty Girl" y "Freakum Dress" fueron grabadas y transmitidas en vivo en Internet de la serie en Beijing, China.
- "Crazy In Love" fue grabado profesionalmente y se muestra en Frecuencia Latina de la demostración en Lima, Perú, en la Explanada del Estadio Monumental.
- Un Live CD / DVD del concierto fue lanzado como "I Am ... World Tour" en noviembre de 2010.[15]

## Datos Adicionales

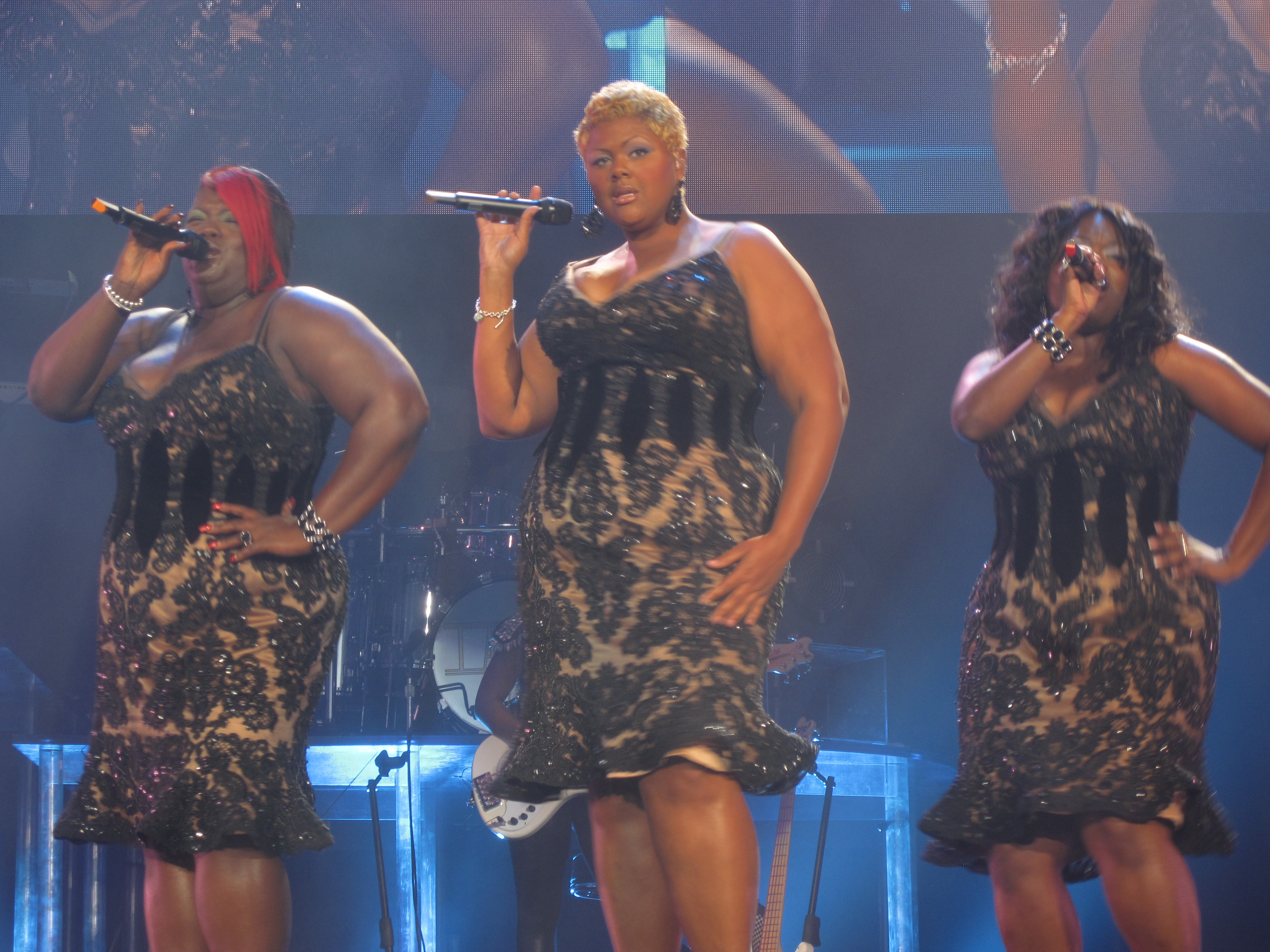
Grupo vocalista "The Mamas".

- En sus presentaciones en América Latina, Knowles Solo interpretó "Listen" en Chile y Brasil.
- Durante sus actuaciones en Edmonton y Saskatoon, Knowles interpretó "Flaws and All" como el número final. Interpretó "Halo" antes de "If I Were a Boy". Asimismo, en Saskatoon, en vez de cantar la versión abreviada de "Déjà Vu" y "luego crazy in love", Knowles interpretó la canción en su totalidad.
- La presentación de Beyoncé en Chile fue el Día de San Valentín.
- Durante su actuación en Winnipeg cantó Feliz cumpleaños a dos de los miembros de su banda (Kim Thompson y Fuller Tia) en lugar de "Flaws and All". En el mismo concierto realizado Knowles interpretó "Satélites" después de "Smash Into You" es el único país donde canta Satellites.
- En España, Argentina, Chile y Perú, Knowles realiza partes de " Irreplaceable "en español. Mientras que en España, al realizar "Hello", dijo: "Bueno" y "Hola" en el coro a veces en lugar de Hello. Durante su concierto en Argentina se olvidó de la letra de la versión en español.
- Durante todo el I am... tour beyonce tenía como objetivo realizarlo con el peculiar peinado de sasha fierce, pero en el primer concierto en Róterdam el 2 de mayo, Knowles tuvo un problema con su cabello ya que durante el inicio del concierto en "crazy in love" se formó un bulto de pelo detrás de su cabeza y arruinó el final de la canción, cuando seguía "naugty girl" tardo un poco en subir al escenario porque el pelo necesitaba ser arreglado, después de este percance no volvió a peinarse así. Más tarde regresó al escenario y continuó tocando. En el mismo concierto se apagaron las luces mal durante su interpretación de "Diva". Knowles gritaba "¡Luces!" mientras bailaba. Después de unos segundos, luego dijo: "Somebody's gettin' fired!" "Alguien será despedido!" al ritmo de la canción.
- En el día de la madre beyonce canto en Dinamarca el 10 de mayo, la parte final de "halo" por su madre, luego dedicó una versión de" Wind Beneath My Wings " a ella. En el mismo concierto Knowles no voló durante " Baby Boy ", debido a las restricciones del lugar.
- En el concierto en Gotemburgo el 11 de mayo, Knowles cantó Feliz cumpleaños a una de sus vocalistas de fondo (Tiffany Riddick) durante la final después de "halo".
- Durante su concierto en Zúrich el 16 de mayo, Knowles interpretó "Flaws and All" después de "Video Phone" a un chico llamado Tim.
- En los conciertos en París, Birmingham, Chicago, Mánchester y Melbourne beyonce canto con algunos niños en el escenario, mientras cantaba "Halo".
- En algunos conciertos, Knowles realizó versos selectos de "Ave María" de Schubert en latín.
- En ciertos programas, Knowles cantó Feliz cumpleaños a sus fanes, después de "Halo".
- Durante sus actuaciones en el Festival de Música Essence, en el Festival Summer Sonic, en el Gran Premio de Abu-Dhabi Grand, en el F1 Rocks Festival de Singapur, en la ceremonia de apertura de la Arena Donbass en Ucrania, en el partido de ida de Asia y de América del Sur de la gira, en Toronto y Puerto Ghalib, Knowles utiliza un escenario diferente. Las escaleras emergentes fueron reemplazados por unas escaleras de plexiglás sencillo y no había parte de vuelo durante el "Baby Boy". Las canciones fueron cortadas también desde el setlist y no hubo etaba-B en Nueva Orleans, Toronto y Donetsk.
- Durante su actuación en Londres (9 de junio de 2009), Knowles interpretó " One More Try "de George Michael. En el mismo rendimiento, se unió a Michael Knowles en el escenario para realizar un dúo de "If I Were a Boy".
- Durante sus actuaciones en Nueva York, Jay-Z canta con Knowles "Crazy in Love" y "I Just Wanna Love U (Give It 2 Me)".
- Durante la actuación en Filadelfia, Knowles interpretó "Yo no puedo evitarlo", como una dedicatoria a Michael Jackson.
- Desde el show en Atlanta el 1 de julio, justo antes del final de la demostración Knowles realiza una interpretación emocional de su canción "halo" a Michael Jackson.
- Knowles sorprendió a la multitud trayendo Cubby (el chico que bailaba a su éxito "Single Ladies" en YouTube) en el escenario para bailar el 1 de julio en Atlanta.
- Durante su actuación en Sídney (18 de septiembre de 2009), Knowles subió al escenario a Chelsea James una niña con cáncer y le dedica "Halo".
- durante su actuación en Belfast uno de los técnicos de iluminación le hizo una broma a beyonce disfrazándose de super héroe y subiendo al escenario mientras ella interpretaba "radio" al mismo tiempo que beyonce reía continuo con la canción.
- Durante su actuación en Seúl (20 de octubre de 2009), Knowles interpretó "Honesty".
- Durante su concierto en Londres (15 de noviembre de 2009), Knowles fue acompañada en el escenario por Jay-Z con "Crazy in Love" y Kanye West en "Ego".
- Durante sus actuaciones en Londres, Dublín y Florianópolis, Knowles interpretó "Sweet Dreams" en la etapa-B.
- En Asia y en el Reino Unido Knowles cantó "Forever Young", de Alphaville, y más tarde cambió a su homenaje a Michael Jackson.
- Durante su actuación en São Paulo (6 de febrero de 2010), Knowles interpreta "Listen" a capela en la etapa-B. Además, dijo: "I want you guys to know that this is probably my biggest performance ever in history", "Quiero que sepan que este es probablemente mi mayor desempeño jamás en la historia".
- Durante su actuación en Puerto España, Trinidad (18 de febrero de 2010), Knowles interpretó "Check On It " al ritmo del carnaval del 2010 "Palance" por JW y Blaze.

## Actos de apertura
| - Eva Avila (Canadá) - Linda Teodosiu (Austria, Germany and Switzerland) - Ildiko Keresztes and Karmatronic (Hungary) - Marek Ztracený (Czech Republic) - The Dutch X Factor finalists (Netherlands) - Humphrey (France) - DJ Lester & Abdou (Belgium) - Miguel Simões and Verinha Mágica (Portugal) | - Labuat (Spain) - Shontelle (England & Ireland) - Solange Knowles (Minneapolis) - RichGirl (North America) - Flo Rida (Australia) - Jessica Mauboy (Australia) - Goin' Through, Professional Sinnerz (Greece) | - Julian Perretta (England & Ireland) - Nikki Jane (London) - Zarif (England & Ireland) - Wanessa (Florianópolis & Río de Janeiro) - Ivete Sangalo (São Paulo & Salvador) - Adammo (Perú) - Dj Dero (Buenos Aires) - K'naan (Perú) - Machel Montano (Trinidad & Tobago) |

## Lista de canciones
| Canadá |
| --- |
| 1. «Sweet Dreams» (contiene elementos de "Sweet Dreams (Are Made of This)") 2. «Crazy in Love» (contiene elementos de "I Just Wanna Love U (Give It 2 Me)", "Work It Out", "Let Me Clear My Throat" y "Pass the Peas") 3. «Naughty Girl» 4. «Freakum Dress» 5. «Get Me Bodied» (Extended mix) 6. «Smash Into You» 7. «Satellites» 8. «Ave Maria» (contiene elementos de "Arms of the Angel") 9. «Halo» 10. «If I Were a Boy» (contiene extractos de "You Oughta Know" y elementos de "California Love") 11. «Diva» (contiene elementos de "Hovi Baby") 12. «Radio» 13. «Déjà Vu» 14. «Me, Myself and I» 15. «Ego» 16. «Hello» 17. «Baby Boy» (contiene elementos de "Pop Champagne") 18. «You Don't Love Me (No, No, No)» 19. «Irreplaceable» 20. «Check on It» 21. Destiny's Child Medley: 1. «Bootylicious» 2. «Bug a Boo» 3. «Jumpin', Jumpin'» 1. «Upgrade U» 2. «Ring the Alarm» (contiene elementos de "Lost Yo Mind") 3. «Video Phone» (contiene elementos de "Suga Mama" y "Snap Yo Fingers") 4. «Say My Name» 5. «At Last» 6. «Listen» 7. «Broken-Hearted Girl» 8. «Scared of Lonely» 9. «Dangerously in Love 2» (contiene extractos de "Sweet Love") 10. «Single Ladies (Put a Ring on It)» 11. «Flaws and All» |

| Repertorio principal |
| --- |
| 1. «Déjà Vu» (Intro) 2. «Crazy in Love» (contiene elementos de "I Just Wanna Love U (Give It 2 Me)", "Work It Out", "Let Me Clear My Throat" y "Pass the Peas") 3. «Naughty Girl» 4. «Freakum Dress» 5. «Get Me Bodied» (Extended mix) 6. «Smash Into You» 7. «Ave Maria» (contiene elementos de "Arms of the Angel") 8. «Broken-Hearted Girl» 9. «If I Were a Boy» (contiene extractos de "You Oughta Know" y elementos de "California Love") 10. «Diva» (contiene elementos de "Hovi Baby") 11. «Radio» 12. «Me, Myself and I» 13. «Ego» 14. «Hello» 15. «Baby Boy» (contiene elementos de "Pop Champagne") 16. «You Don't Love Me (No, No, No)» 17. «Irreplaceable» 18. «Sweet Dreams» (fechas selectas) 19. «Check on It» 20. Destiny's Child Medley: 1. «Bootylicious» 2. «Bug a Boo» 3. «Jumpin', Jumpin'» 1. «Upgrade U» 2. «Video Phone» (contiene elementos de "Suga Mama" y "Snap Yo Fingers") 3. «Say My Name» 4. «At Last» 5. «Listen» 6. «Scared Of Lonely»(fechas selectas) 7. «Single Ladies (Put a Ring on It)» 8. «Halo» |

Notas
- «Sweet Dreams» y «Flaws and All» fueron interpretadas durante fechas selectas.
- Jay-Z aparecía durante la presentación de «Crazy in Love» en fechas selectas.
- Kanye West aparecía durante la presentación de «Ego» en fechas selectas.
- En países de habla española, Beyoncé cantaba "Irremplazable" a cappella la versión en español de «Irreplaceable».

## Fechas del tour
| Día                      | Ciudad           | País                   | Lugar                                |
| ------------------------ | ---------------- | ---------------------- | ------------------------------------ |
| Norteamérica             |                  |                        |                                      |
| 26 de marzo de 2009      | Edmonton         | Canadá                 | Rexall Place                         |
| 27 de marzo de 2009      | Saskatoon        | Canadá                 | Credit Union Centre                  |
| 28 de marzo de 2009      | Winnipeg         | Canadá                 | MTS Centre                           |
| 31 de marzo de 2009      | Vancouver        | Canadá                 | General Motors Place                 |
| 1 de abril de 2009       | Seattle          | Estados Unidos         | KeyArena                             |
| Europe                   |                  |                        |                                      |
| 26 de abril de 2009      | Zagreb           | Croacia                | Arena Zagreb                         |
| 28 de abril de 2009      | Viena            | Austria                | Wiener Stadthalle                    |
| 29 de abril de 2009      | Budapest         | Hungría                | Budapest Sports Arena                |
| 30 de abril de 2009      | Praga            | República Checa        | O2 Arena                             |
| 2 de mayo de 2009        | Róterdam         | Países Bajos           | The Ahoy                             |
| 3 de mayo de 2009        | Róterdam         | Países Bajos           | The Ahoy                             |
| 5 de mayo de 2009        | París            | Francia                | Palais Omnisports de Paris-Bercy     |
| 6 de mayo de 2009        | Estrasburgo      | Francia                | Le Zénith                            |
| 7 de mayo de 2009        | Amberes          | Bélgica                | Sportpaleis                          |
| 8 de mayo de 2009        | Berlín           | Alemania               | O2 World                             |
| 10 de mayo de 2009       | Herning          | Dinamarca              | MCH Herning Kongrescenter            |
| 11 de mayo de 2009       | Gothenburg       | Suecia                 | Scandinavium                         |
| 13 de mayo de 2009       | Estocolmo        | Suecia                 | Ericsson Globe                       |
| 15 de mayo de 2009       | Oberhausen       | Alemania               | König-Pilsener Arena                 |
| 16 de mayo de 2009       | Zúrich           | Suiza                  | Hallenstadion                        |
| 18 de mayo de 2009       | Lisboa           | Portugal               | Pavilhão Atlântico                   |
| 19 de mayo de 2009       | Madrid           | España                 | Palacio de Deportes                  |
| 20 de mayo de 2009       | Barcelona        | España                 | Palau Sant Jordi                     |
| 22 de mayo de 2009       | Newcastle        | Reino Unido            | Metro Radio Arena                    |
| 23 de mayo de 2009       | Birmingham       | Reino Unido            | National Indoor Arena                |
| 25 de mayo de 2009       | Londres          | Reino Unido            | The O2 Arena                         |
| 26 de mayo de 2009       | Londres          | Reino Unido            | The O2 Arena                         |
| 27 de mayo de 2009       | Mánchester       | Reino Unido            | Manchester Evening News Arena        |
| 29 de mayo de 2009       | Dublín           | Irlanda                | 3Arena                               |
| 30 de mayo de 2009       | Dublín           | Irlanda                | 3Arena                               |
| 31 de mayo de 2009       | Belfast          | Irlanda                | Odyssey Arena                        |
| 1 de junio de 2009       | Belfast          | Irlanda                | Odyssey Arena                        |
| 3 de junio de 2009       | Dublín           | Irlanda                | 3Arena                               |
| 4 de junio de 2009       | Dublín           | Irlanda                | 3Arena                               |
| 6 de junio de 2009       | Liverpool        | Reino Unido            | Echo Arena                           |
| 7 de junio de 2009       | Sheffield        | Reino Unido            | Sheffield Arena                      |
| 8 de junio de 2009       | Londres          | Reino Unido            | The O2 Arena                         |
| 9 de junio de 2009       | Londres          | Reino Unido            | The O2 Arena                         |
| Norteamérica             |                  |                        |                                      |
| 21 de junio de 2009      | Nueva York       | Estados Unidos         | Madison Square Garden                |
| 22 de junio de 2009      | Nueva York       | Estados Unidos         | Madison Square Garden                |
| 23 de junio de 2009      | Baltimore        | Estados Unidos         | 1st Mariner Arena                    |
| 24 de junio de 2009      | Washington D. C. | Estados Unidos         | Verizon Center                       |
| 26 de junio de 2009      | Filadelfia       | Estados Unidos         | Wachovia Center                      |
| 27 de junio de 2009      | Greensboro       | Estados Unidos         | Greensboro Coliseum                  |
| 29 de junio de 2009      | Ft. Lauderdale   | Estados Unidos         | BankAtlantic Center                  |
| 1 de julio de 2009       | Atlanta          | Estados Unidos         | Philips Arena                        |
| 3 de julio de 2009       | Nueva Orleans    | Estados Unidos         | Louisiana Superdome                  |
| 4 de julio de 2009       | Houston          | Estados Unidos         | Toyota Center                        |
| 5 de julio de 2009       | Dallas           | Estados Unidos         | American Airlines Center             |
| 7 de julio de 2009       | Phoenix          | Estados Unidos         | US Airways Center                    |
| 9 de julio de 2009       | Sacramento       | Estados Unidos         | ARCO Arena                           |
| 10 de julio de 2009      | Oakland          | Estados Unidos         | Oracle Arena                         |
| 11 de julio de 2009      | Anaheim          | Estados Unidos         | Honda Center                         |
| 13 de julio de 2009      | Los Ángeles      | Estados Unidos         | Staples Center                       |
| 16 de julio de 2009      | Minneapolis      | Estados Unidos         | Target Center                        |
| 17 de julio de 2009      | Chicago          | Estados Unidos         | United Center                        |
| 18 de julio de 2009      | Auburn Hills     | Estados Unidos         | The Palace of Auburn Hills           |
| 20 de julio de 2009      | Toronto          | Canadá                 | Molson Amphitheatre                  |
| TBA[actualizar]          | Mansfield        | Estados Unidos         | Comcast Center                       |
| 23 de julio de 2009      | Uncasville       | Estados Unidos         | Mohegan Sun Arena                    |
| 30 de julio de 2009      | Las Vegas        | Estados Unidos         | Encore Theater                       |
| 31 de julio de 2009      | Las Vegas        | Estados Unidos         | Encore Theater                       |
| 1 de agosto de 2009      | Las Vegas        | Estados Unidos         | Encore Theater                       |
| 2 de agosto de 2009      | Las Vegas        | Estados Unidos         | Encore Theater                       |
| Asia                     |                  |                        |                                      |
| 7 de agosto de 2009      | Osaka            | Japón                  | Maishima Arena[cita requerida]       |
| 9 de agosto de 2009      | Tokio            | Japón                  | Chiba Marine Stadium[cita requerida] |
| Europe                   |                  |                        |                                      |
| 29 de agosto de 2009     | Donetsk          | Ucrania                | Donbass Arena                        |
| Oceanía                  |                  |                        |                                      |
| 12 de septiembre de 2009 | Brisbane         | Australia              | Brisbane Entertainment Centre        |
| 12 de septiembre de 2009 | Brisbane         | Australia              | Brisbane Entertainment Centre        |
| 15 de septiembre de 2009 | Melbourne        | Australia              | Rod Laver Arena                      |
| 16 de septiembre de 2009 | Melbourne        | Australia              | Rod Laver Arena                      |
| 18 de septiembre de 2009 | Sídney           | Australia              | Acer Arena                           |
| 19 de septiembre de 2009 | Sídney           | Australia              | Acer Arena                           |
| 22 de septiembre de 2009 | Adelaida         | Australia              | Adelaide Entertainment Centre        |
| 24 de septiembre de 2009 | Perth            | Australia              | Burswood Dome                        |
| Asia                     |                  |                        |                                      |
| 26 de septiembre de 2009 | Singapur         | Singapur               | Fort Canning Park                    |
| 12 de octubre de 2009    | Kobe             | Japón                  | Kobe World Memorial Hall             |
| 13 de octubre de 2009    | Osaka            | Japón                  | Osaka-jō Hall                        |
| 15 de octubre de 2009    | Nagoya           | Japón                  | Nippon Gaishi Hall                   |
| 17 de octubre de 2009    | Saitama          | Japón                  | Saitama Super Arena                  |
| 18 de octubre de 2009    | Saitama          | Japón                  | Saitama Super Arena                  |
| 20 de octubre de 2009    | Seúl             | Corea del Sur          | Olympic Gymnastics Arena             |
| 21 de octubre de 2009    | Seúl             | Corea del Sur          | Olympic Gymnastics Arena             |
| 23 de octubre de 2009    | Pekín            | China                  | Wukesdong Indoor                     |
| 29 de octubre de 2009    | Abu Dhabi        | Emiratos Árabes Unidos | Isla de Yas                          |
| Europa                   |                  |                        |                                      |
| 2 de noviembre de 2009   | Moscú            | Rusia                  | Estadio Olimpiski                    |
| África                   |                  |                        |                                      |
| 6 de noviembre de 2009   | Marsa Alam       | Egipto                 | Port Ghalib                          |
| Europa                   |                  |                        |                                      |
| 8 de noviembre de 2009   | Atenas           | Grecia                 | OACA Indoor Hall                     |
| 11 de noviembre de 2009  | Birmingham       | Reino Unido            | LG Arena                             |
| 12 de noviembre de 2009  | Liverpool        | Reino Unido            | Echo Arena                           |
| 14 de noviembre de 2009  | Londres          | Reino Unido            | The O2 Arena                         |
| 15 de noviembre de 2009  | Londres          | Reino Unido            | The O2 Arena                         |
| 16 de noviembre de 2009  | Londres          | Reino Unido            | The O2 Arena                         |
| 18 de noviembre de 2009  | Mánchester       | Reino Unido            | Manchester Evening News Arena        |
| 19 de noviembre de 2009  | Newcastle        | Reino Unido            | Metro Radio Arena                    |
| 20 de noviembre de 2009  | Nottingham       | Reino Unido            | Trent FM Arena                       |
| 22 de noviembre de 2009  | Dublín           | Irlanda                | 3Arena                               |
| 23 de noviembre de 2009  | Dublín           | Irlanda                | 3Arena                               |
| 24 de noviembre de 2009  | Belfast          | Irlanda                | Odyssey Arena                        |
| América Latina           |                  |                        |                                      |
| 4 de febrero de 2010     | Florianópolis    | Brasil                 | Parque do Planeta Atlântida          |
| 6 de febrero de 2010     | São Paulo        | Brasil                 | Estadio Morumbi                      |
| 7 de febrero de 2010     | Río de Janeiro   | Brasil                 | HSBC Arena                           |
| 8 de febrero de 2010     | Río de Janeiro   | Brasil                 | HSBC Arena                           |
| 12 de febrero de 2010    | Buenos Aires     | Argentina              | Hipódromo de San Isidro              |
| 14 de febrero de 2010    | Santiago         | Chile                  | Movistar Arena                       |
| 16 de febrero de 2010    | Lima             | Perú                   | Explanada del Estadio Monumental     |
| 18 de febrero de 2010    | Puerto España    | Trinidad y Tobago      | Queen's Park Oval                    |